# Мурутанай (Грама Ніладхарі)
Грама Ніладхарі Мурутанай (№ 209A) — Грама Ніладхарі підрозділу ОС Південний Коралай-Патту, округ Баттікалоа, Східна провінція, Шрі-Ланка.